# Acceleració d'Euler
En mecànica clàssica, l'acceleració d'Euler, també anomenada acceleració azimutal o acceleració transversal, és una acceleració que apareix quan s'utilitza un sistema de referència en rotació no uniforme per a l'anàlisi del moviment i quan hi ha una variació de la velocitat angular de l'eix del sistema de referència.
La força d'Euler s'obté multiplicant l'acceleració d'Euler per la massa d'un objecte ubicat en el sistema de referència en rotació. La força d'Euler és una força fictícia que experimenta l'objeta en ser sotmès a aquest tipus de rotació.
L'acceleració i la força d'Euler reben el seu nom en honor del físic i matemàtic Leonhard Euler.

## Formulació
La direcció i la magnitud de l'acceleració d'Euler s'expressen com:
{\displaystyle \mathbf {a} _{\text{Euler}}=-{\frac {\mathrm {d} {\boldsymbol {\omega }}}{\mathrm {d} t}}\times \mathbf {r} },
on ω és el vector de la velocitat angular i r és el vector del punt on es mesura l'acceleració relativa a l'eix de rotació.
La força d'Euler s'obté mitjançant l'acceleració d'Euler de la següent manera:
{\displaystyle \mathbf {F} _{\text{Euler}}=m\mathbf {a} _{\text{Euler}}=-m{\frac {\mathrm {d} {\boldsymbol {\omega }}}{\mathrm {d} t}}\times \mathbf {r} },
on m és la massa de l'objecte sobre el qual s'exerceix la força fictícia.